# Henk Sneevliet

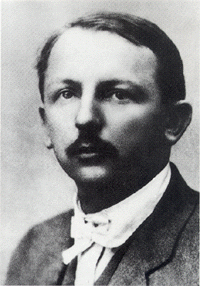
Henk Sneevliet

Hendricus Josephus Franciscus Marie (Henk) Sneevliet (* 13. Mai 1883 in Rotterdam; † 13. April 1942 in Leusden), auch bekannt unter dem Pseudonym Maring, war ein niederländischer kommunistischer Politiker, Gewerkschaftsführer, Antifaschist und Agent der Komintern. Er war Mitbegründer der Kommunistischen Partei Indonesiens und der Kommunistischen Partei Chinas. Während der deutschen Besetzung der Niederlande wurde er als Mitorganisator des Februarstreiks hingerichtet.

## Frühe Jahre
Sneevliet wuchs in Herzogenbusch in einer armen katholischen Familie auf. Nach Absolvierung der Schule arbeitete er seit 1900 für die niederländische Eisenbahn und wurde Mitglied der Sozialdemokratischen Arbeiterpartei (SDAP) sowie der Gewerkschaft der Eisenbahner.
Seit 1906 wirkte Sneevliet für die SDAP in Zwolle, wo er 1907 zu deren erstem sozialdemokratischen Stadtratsmitglied gewählt wurde. Parallel dazu agitierte er – als eines ihrer radikalsten Mitglieder – für die niederländische Eisenbahnergewerkschaft (NV), deren Vorsitzender er 1911 wurde. In diesem Jahr wurde ein internationaler Streik der Seeleute ausgerufen, der nur von einigen wenigen radikalen niederländischen Gewerkschaften und einer Minderheit in der SDAP unterstützt wurde. Dies führte zu einer Entfremdung zwischen Sneevliet und der SDAP bzw. den Gewerkschaften, weshalb er die Niederlande verließ und nach Niederländisch-Ostindien ging.

## Niederländisch-Ostindien
In Niederländisch-Ostindien (heute Indonesien) lebte Sneevliet von 1913 bis 1918 und wurde schnell im Kampf gegen die niederländische Kolonialherrschaft aktiv. 1914 begründete er die Indies Social Democratic Association (ISDV) mit, in der Niederländer und Indonesier mitarbeiteten.
Er war auch wieder gewerkschaftlich aktiv und wurde Mitglied der Vereeniging van Spoor- en Tramwegpersoneel, der einzigen Eisenbahnergewerkschaft, die sowohl niederländische als auch indonesische Mitglieder hatte. Dank seiner Erfahrung als Gewerkschafter gelang es ihm, die ziemlich gemäßigte Organisation schnell in eine aggressive Gewerkschaft mit mehrheitlich indonesischen Mitgliedern umzuwandeln. Diese Gewerkschaft bildete später den Ausgangspunkt für die indonesische kommunistische Bewegung. Die ISDV war strikt antikapitalistisch und machte sowohl gegen die Kolonialherrschaft als auch gegen die indonesischen Eliten Propaganda. Der ISDV und Sneevliet schlug deshalb der Widerstand konservativer Kreise und auch der SDAP entgegen. 1916 verließ er deshalb diese Partei und schloss sich der SDP an, einer Vorläuferorganisation der Kommunistischen Partei der Niederlande.
Nach dem bolschewistischen Umsturz in Russland 1917 erreichte die Unterstützung von Sneevliets Radikalismus durch die indonesische Bevölkerung und die niederländischen Soldaten und besonders die Seeleute ein Maß, das die Kolonialbehörden beunruhigte. Sneevliet musste Niederländisch-Indien verlassen und die ISDV wurde bekämpft. Sneevliet interessierte sich allerdings weiter für die Entwicklung in der niederländischen Kolonie und wurde 1933 wegen seiner Unterstützung für eine Meuterei auf dem niederländischen Kriegsschiff De Zeven Provinciën zu einer fünfjährigen Haftstrafe verurteilt.

## Tätigkeit für die Komintern
Nach seiner Rückkehr in die Niederlande wurde Sneevliet von der Führung der kommunistischen Partei (CPH) kritisiert, die mit seiner Taktik in Niederländisch-Indien nicht einverstanden war.
Er konzentrierte sich daher auf die Gewerkschaftsarbeit. Er organisierte den Transportarbeiterstreik von 1920. Im gleichen Jahr nahm er auch am II. Weltkongress der Kommunistischen Internationale in Moskau als Vertreter der Kommunistischen Partei Indonesiens teil, der Nachfolgeorganisation der ISDV. Er machte genug Eindruck auf Lenin, um von diesem als Repräsentant der Komintern nach China entsandt zu werden. Er sollte die Gründung der Kommunistischen Partei Chinas (KPCh) organisieren und war deswegen am 1. Kongress der neuen Partei (Gründungskongress) im Juli 1921 gemeinsam mit Nikolski, einem Agenten des sowjetrussischen militärischen Geheimdienstes, anwesend, wobei er sich aktiv an der Diskussion beteiligte und die im Entstehen begriffene Partei von einer Zusammenarbeit mit der Komintern überzeugte. Beide Agenten versorgten die neue Partei mit erheblichen Geldbeträgen, die aus Moskau übermittelt wurden. Sneevliet setzte sich ab 1923 für die Bildung einer Einheitsfront mit der Kuomintang ein, um den Einfluss der KPCh in China zu vergrößern. Sein Tarnname in China war Maring. Sneevliet stand zu diesem Zeitpunkt den Trotzkisten nahe, was ihn in Konflikt mit den Stalinisten brachte.

## Weiteres Wirken in den Niederlanden
Über mehrere Jahre hatten sich die Beziehungen zwischen Sneevliet und seinen Anhängern und der Führung der niederländischen Kommunistischen Partei (CPH) so verschlechtert, dass er 1927 alle Kontakte zur CPH und zur Komintern abbrach. Er gründete eine eigene Partei, die Revolutionär-Sozialistische Partei (Revolutionair Socialistische Partij), welche 1935 nach Fusion mit der Unabhängigen Sozialistischen Partei (unter der Führung von Jacques de Kadt und Piet J. Schmidt) in die Revolutionär-Sozialistische Arbeiterpartei (Revolutionair Socialistische Arbeiders Partij) umgewandelt wurde. Letztere arbeitete spätestens seit 1934 mit Trotzki zusammen. Schließlich trennte sich Sneevlits Partei vom Trotzkismus und schloss sich dem Internationalen Büro für Revolutionär-Sozialistische Einheit an, deren bekanntestes Mitglied die spanische POUM war.
Allgemein konzentrierten sich Sneevliet und seine Partei in den dreißiger Jahren auf innenpolitische Probleme und organisierten mit einigem Erfolg die Arbeitslosenbewegung, Streiks und antifaschistische Aktionen. Seit 1933 war Sneevliet, obgleich inhaftiert, Mitglied der Zweiten Kammer der Generalstaaten (Unterhaus des niederländischen Parlaments), eine Stellung, die er hauptsächlich zu Propagandazwecken nutzte. Ganz wesentlich für die kleine Partei war die Zusammenarbeit mit einem kleinen Gewerkschaftsbund, der NAS. Aufgrund einer Auseinandersetzung über die Beziehungen zu dieser Organisation trennte sich Sneevliets Partei von Trotzkis Internationaler Kommunistischer Liga.
Durch die verschärfte internationale Lage und den inneren Kampf gegen den Stalinismus und die Sozialdemokratie sowie Unterdrückung durch die Regierung kam Sneevliet mit seiner Partei in eine schwierige Lage. Als die deutsche Wehrmacht 1940 in die Niederlande einmarschierte, löste Sneevliet die Partei auf. Nach einigen Monaten bildete er gemeinsam mit Willem Dolleman und Ab Menist eine Widerstandsgruppe gegen die deutschen Besatzer, die Marx-Lenin-Luxemburg-Front (MLL-Front). Sie opponierte gegen die Besatzungsherrschaft, für Sozialismus und beteiligte sich 1941 intensiv am Februarstreik. Seit Beginn der Besatzung lebte Sneevliet im Untergrund. Im April 1942 wurde er gemeinsam mit der gesamten MLL-Führung festgenommen und hingerichtet.

## Gedenken
Nach Henk Sneevliet wurden in Amsterdam Nieuw-West ein Fußgänger- und Radfahrweg (Henk Sneevlietpad, zwischen Christoffel Plantijnpad und Johan Huizingalaan) und eine Straße (Henk Sneevlietweg, ein Abschnitt der s107 zwischen Johan Huizingalaan und Aalsmeerplein) sowie nach letzterer eine Station der 1997 eröffneten U-Bahn-Linie 50 der Metro Amsterdam benannt.
Henk Sneevliets wird alljährlich an seinem Todestag auf dem Friedhof von Westerveld gedacht.
Im „Memorial of the Site of the First National Congress of the CPC“ in Shanghai ist Henk Sneevliet auf einem Flachrelief in der Eingangshalle sowie in einer Wachsfigurengruppe der Gründungsmitglieder der Partei dargestellt.